# Tyler Wallasch
Tyler Wallasch (8 giugno 1994) è uno sciatore freestyle statunitense, specializzato nello ski cross.

## Biografia
Specializzato nello ski cross e attivo a livello internazionale dal gennaio 2011, Wallasch ha debuttato in Coppa del Mondo il 3 febbraio 2012, giungendo 51º a Blue Mountain e ha ottenuto il suo primo podio il 17 febbraio 2023, chiudendo 3º a Reiteralm nella gara vinta dallo svizzero Jonas Lenherr.
In carriera ha preso parte a una rassegna olimpica e a quattro iridate.

## Palmarès

### Mondiali juniores
- 1 medaglia:
  - 1 oro (ski cross a Chiesa in Valmalenco 2015)

### Coppa del Mondo
- Miglior piazzamento in classifica generale: 125º nel 2020
- Miglior piazzamento nella Coppa del Mondo di ski cross: 17º nel 2021
- 2 podi:
  - 1 secondo posto
  - 1 terzo posto